# Wapen van Beuningen

Het wapen van Beuningen

Het wapen van Beuningen (1906 - 1982)

Het wapen van Beuningen is het wapen van de gemeente Beuningen in Gelderland. Het wapen toont het gecarteleerde schild van de gemeente met daarop de kwartieren van Beuningen, Ewijk, Stepraedt en Appeltern. Het is na de gemeentelijke herindeling in 1980, waarbij diverse plaatsen aan de gemeente werden toegevoegd, verleend op 18 februari 1982 en vervangt het voorgaande wapen van Beuningen uit 1906.

## Beschrijving
De beschrijving luidt:
"Gevierendeeld: I in goud een dubbele adelaar van sabel, getongd, gebekt en geklauwd van keel, boven vergezeld van een ster van keel, II in keel een burcht van zilver, bestaande uit 2 gekanteelde en gedekte torens, verbonden door een gekanteelde muur, waarin een gesloten poort, III in keel, bezaaid met blokjes van zilver, een leeuw van hetzelfde, gekroond, getongd en genageld van goud, IV in goud een van zilver en keel in 2 rijen geschaakt schuinkruis. Het schild gedekt met een gouden kroon van 3 bladeren en 2 parels."

## Geschiedenis
Het oude wapen dat Beuningen sinds 1906 voerde, had als beschrijving: " Van goud beladen met een dubbele adelaar van sabel, gebekt en geklauwd van keel, in het schildhoofd vergezeld van eene vijfpuntige ster van keel."
De tekening in het register van de Hoge Raad van Adel wijkt in zoverre af van deze beschrijving, dat niet de klauwen, maar slechts de nagels van keel (rood gekleurd) zijn.
Het leek op het Nijmeegse wapen met het verschil dat er een ster ter onderscheid van Nijmegen aan het wapen was toegevoegd. Ewijk voerde sinds 1906 een gecarteleerd schild met de kwartieren van, Appeltern, Van Stepraedt (heren van Ewijk tussen 1491 en 1769) en het Rijk van Nijmegen (zonder ster). De onderdelen van Appeltern en Stepraad werden herplaatst in het nieuwe wapen van Beuningen in 1982. Voor Beuningen werd het oude gemeentewapen gebruikt met de dubbele adelaar van Nijmegen (met ster) het gemeentebestuur wilde daar een voorstelling van het slot Doddendael aan toevoegen. Aanvankelijk had de gemeente een andere volgorde voorgesteld. De Hoge Raad van Adel had echter bezwaar tegen het plaatsen van het oude wapen van Beuningen in het vierde (en laatste) kwartier. Omdat in Beuningen het gemeentehuis staat en Beuningen daardoor de zetel van de gemeente is, zou het oude wapen van Beuningen op het eerste kwartier moeten staan. Ook was bezwaar tegen een burcht voorzien van ronde torens, omdat de burcht in de 15e eeuw een ringmuur met poort had. De voorstelling zou volgens de Raad niet representatief zijn. Er werd daarom voorgesteld om alleen een poort te plaatsen. De door de Raad voorgestelde wijzigingen werden doorgevoerd.

## Verwante wapens

Het wapen van het waterschap Rijk van Nijmegen
wapen van Ewijk
Wapen van Van Stepraedt
wapen van Appeltern

Aalten · 
Apeldoorn · 
Arnhem · 
Barneveld · 
Berg en Dal · 
Berkelland · 
Beuningen · 
Bronckhorst · 
Brummen · 
Buren · 
Culemborg · 
Doesburg · 
Doetinchem · 
Druten · 
Duiven · 
Ede · 
Elburg · 
Epe · 
Ermelo · 
Harderwijk · 
Hattem · 
Heerde · 
Heumen · 
Lingewaard · 
Lochem · 
Maasdriel · 
Montferland · 
Neder-Betuwe · 
Nijkerk · 
Nijmegen · 
Nunspeet · 
Oldebroek · 
Oost Gelre · 
Oude IJsselstreek · 
Overbetuwe · 
Putten · 
Renkum · 
Rheden · 
Rozendaal · 
Scherpenzeel · 
Tiel · 
Voorst · 
Wageningen · 
West Betuwe · 
West Maas en Waal · 
Westervoort · 
Wijchen · 
Winterswijk · 
Zaltbommel · 
Zevenaar · 
Zutphen